# Eugeniusz Konachowicz
Eugeniusz Konachowicz (ur. 20 lutego 1926 w Kleszczelach, zm. 21 września 2018 w Białymstoku) – polski duchowny prawosławny, ksiądz mitrat Polskiego Autokefalicznego Kościoła Prawosławnego.

## Życiorys
Przyszedł na świat w Kleszczelach jako syn Jana i Anny. Ukończył technikum rolnicze i następnie rozpoczął naukę w Prawosławnym Seminarium Duchownym w Warszawie. W latach 1947–1949 niósł posługę w monasterze św. Onufrego w Jabłecznej. W latach 1949–1971 był dyrygentem-psalmistą w rodzinnych Kleszczelach, jednocześnie udzielając się jako nauczyciel śpiewu i języka cerkiewnosłowiańskiego. 18 czerwca 1951 poślubił Marię Noskowicz. 15 marca 1970 przyjął święcenia diakońskie, zaś 22 marca tego samego roku święcenia kapłańskie z rąk biskupa białostocko-gdańskiego Nikanora (Niesłuchowskiego). Zaraz po święceniach został proboszczem parafii w Jurowlanach w dekanacie sokólskim, zaś w latach 1971–2004 był proboszczem parafii Podwyższenia Krzyża Pańskiego w Jałówce w dekanacie gródeckim. Jako proboszcz doprowadził między innymi do wybudowania dzwonnicy wraz ze świątynią według projektu prof. Aleksandra Grygorowicza, a także rozbudowy i poświęcenia kaplicy św. Mikołaja w Bachurach. Był wieloletnim kapelanem Domu Spokojnej Starości w Jałówce. W latach 1951–2004 był katechetą w licznych miejscowościach na terenie diecezji w tym Kleszczelach, Jurowlanach, Jałówce, Wiejkach, Podozieranach, Łuplance Starej, Zaleszanach, Zubrach, Cisówce, Nowosadach oraz Szymkach. W 2004 ze względów zdrowotnych na własną prośbę przeszedł w stan spoczynku i wraz z żoną zamieszkał w Białymstoku (od 2018 był rezydentem parafii św. Jana Teologa). Ksiądz Konachowicz był również poza działalnością duszpasterską i katechetyczną autorem dwóch kompozycji melodii utworów liturgicznych.
Za swoją posługę duchowną i działalność katechetyczną był wielokrotne nagradzany. W 1999 otrzymał prawo noszenia mitry. W 2016 przy okazji obchodów 90. urodzin, ks. Eugeniusz Konachowicz został odznaczony przez abp. Jakuba w imieniu Świętego Soboru Biskupów PAKP – Orderem św. Marii Magdaleny II stopnia w uznaniu za zasługi dla Cerkwi.
Zmarł 21 września 2018 w Białymstoku, wracając z liturgii w dniu Święta Narodzenia Przenajświętszej Bogurodzicy. W momencie poprzedzającym śmierć był najstarszym duchownym Kościoła prawosławnego w Polsce. Został pochowany na cmentarzu prawosławnym Wszystkich Świętych w Białymstoku.

## Wybrane odznaczenia
- Medal św. Marii Magdaleny II stopnia (2016)[2]
- Srebrna Odznaka Zasłużony Białostocczyźnie (1986)[6]